# Augustin Chantrel
Augustin Chantrel (11 de novembro de 1906 - 4 de setembro de 1956) foi um futebolista francês. Ele competiu na Copa do Mundo de 1930, sediada no Uruguai.